# Romances sans paroles de Fauré
Pour les articles homonymes, voir Romances sans paroles.
Les trois romances sans paroles, op. 17 de Gabriel Fauré sont trois pièces pour piano seul. Elles sont respectivement dédiées à Madame Félix Lévy, Mademoiselle Laure de Leyritz et à Madame Florent Saglio. 
Elles auraient été composées vers 1863 et éditées pour la première fois aux éditions Hamelle en 1880. Il existe une transcription pour violon ou violoncelle et piano par Jules Delsart. Il y a une transcription pour quatre mains de la première romance écrite par Gabriel Fauré lui-même en 1864.